# Cotinga à poitrine d'or
Pipreola aureopectus
Espèce
Statut de conservation UICN

 LC  : Préoccupation mineure
Le Cotinga à poitrine d'or (Pipreola aureopectus) est une espèce d’oiseau de la famille des Cotingidae.

## Sous-espèces
Selon Catalogue of Life (12 juil. 2012), cet oiseau est représenté par trois sous-espèces :
- Pipreola aureopectus aureopectus (Lafresnaye, 1843) ;
- Pipreola aureopectus decora Bangs, 1899 ;
- Pipreola aureopectus festiva (Todd, 1912).